# Rach'a-Lechkhumi e Kvemo Svaneti
Rach'a-Lechkhumi - Kvemo Svaneti (in georgiano რაჭა - ლეჩხუმი და ქვემო სვანეთი?) è una regione amministrativa nel nord-ovest della Georgia.
È delimitata a nord dalla Russia e include i passaggi storici di Rach'a, Lechkhumi e Kvemo Svaneti.

## Geografia antropica

### Suddivisioni amministrative
Amministrativamente, la regione è dviisa nei distretti amministrativi di Ambrolauri, Oni, Zageri e Lent'ekhi . La regione è scarsamente popolata e la popolazione è costituita quasi esclusivamente da georgiani.

## Politica
L'attuale governatore della regione è Archil Japaridze.

## Società

### Religione
La religione dominante nella regione è la confessione cristiana praticata della Chiesa apostolica autocefala ortodossa georgiana (99,2%).